# Louis-Auguste Mélot
Pour les articles homonymes, voir Mélot.
Louis-Auguste Mélot, né à Paris le 31 janvier 1858, et mort à Paris 15e le 16 février 1899, est un peintre français.

## Biographie
Louis-Auguste Mélot, né à Paris, est élève de Jean-Paul Laurens.
Sociétaire des Artistes français, il figure au Salon de cette société. Louis-Auguste Mélot meurt en 1899.